# Austnes
Austnes Es una localidad del municipio de Haram en el condado de Møre og Romsdal, Noruega. Se encuentra en el lado sureste de la isla de Haramsøya, a unos doce kilómetros al suroeste del pueblo de Longva a través del puente Ullasund. El faro de Ulla se encuentra a unos siete kilómetros al norte de Austnes.   La histórica Iglesia de Haram se encuentra en Austnes.
El pueblo tiene una población de 387 habitantes repartida en 0,52 kilómetros cuadrados, lo que le da una densidad de población de 744 habitantes por kilómetro cuadrado. Hay una conexión de ferry desde Austnes a Kjerstad en la cercana isla de Lepsøya y también a Gjerdet en la parte continental.

## Ubicación
La localidad está situada en el sureste de Haramsøya, una de las islas del municipio de Haram. Algunos de lospueblos cercanos son: Haram ( 0,9 km al este), Skjeltne (3,8 km al sur), Longva ( 4.1 km al noreste, Kjerstad (2,6 km al oeste), Gamlem (7,5 km al sur), Farstad (3,9 km al suroeste), Ulla (6,5 km al noroeste).

## Demografía
Fuente: Statistisk sentralbyrå
| Gráfica de evolución demográfica de Austnes entre 2000 y |
|                                                          |

## Patrimonio

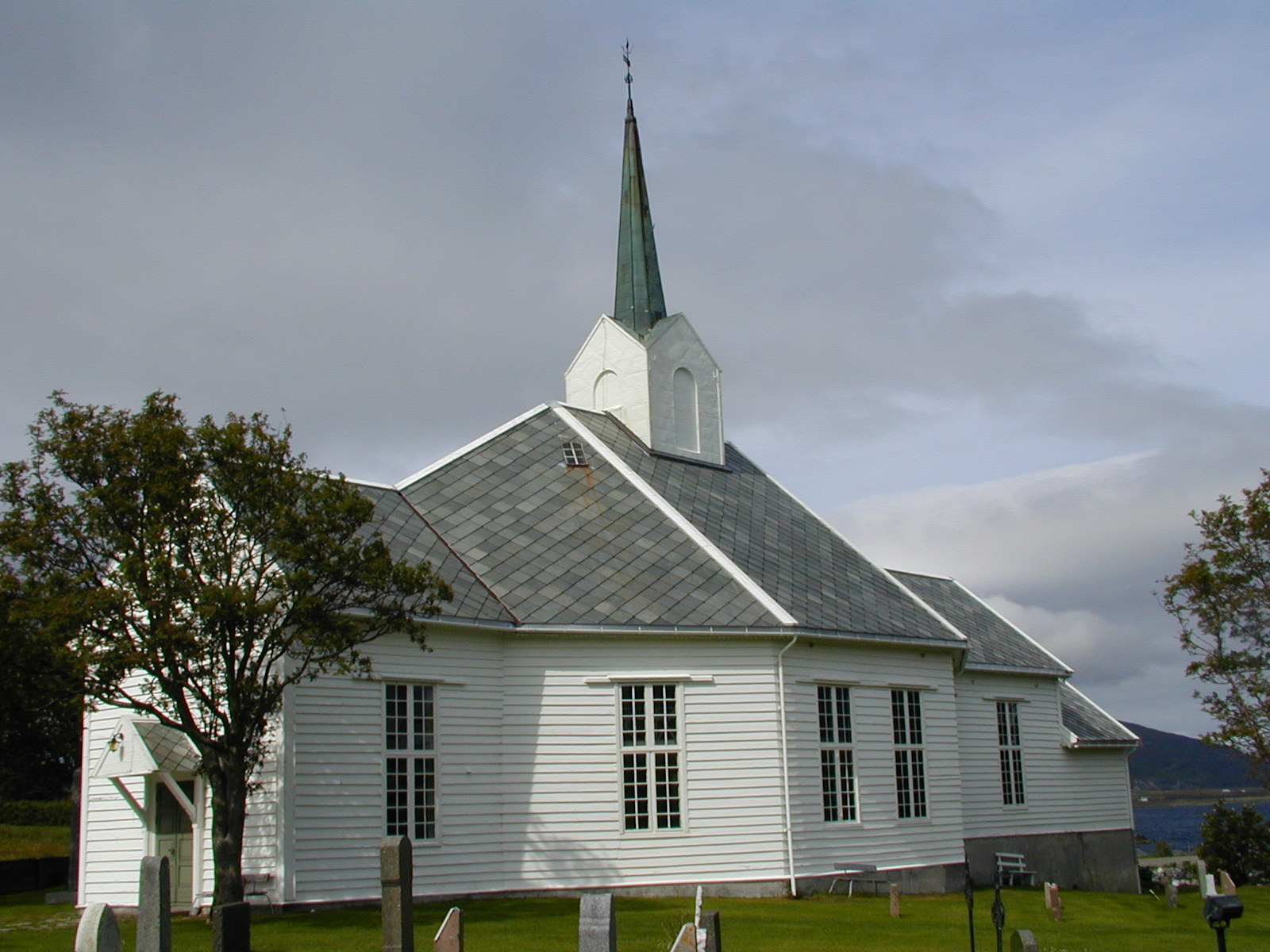
Iglesia ed Haram

La iglesia de Haram (en noruego: Haram kyrkje) es un edificio octogonal de madera situado a las afueras del pueblo, forma parte de la parroquia de Haram en el decanato Nordre Sunnmøre en la Diócesis de Møre. El templo fue levantado en 1838 reemplazando a la anterior iglesia de origen medieval arruinada po run rayo en 1833. Parte de los materiales del antiguo templo se reutiliza en la nueva iglesia, así como un púlpito, un altar y un retablo del siglo XVII. En 1878 el gobierno conpró la iglesia, construyó la sacristía y reconstruyó la torre en estilo neogótico. La iglesia recibió luz eléctrica en 1940.

## Comunicaciones
La localidad cuenta con veintitrés kilómetros de carreteras, catorce de los cuales corresponden a la principal vía de comunicación, la carretera FV-150. Esta vía conecta la localidad con Skuløya, a través de un puente situado en el extremo norte de la isla. El resto de comunicaciones se hacen por barco. Un ferri comunica la localidad con Kjerstad, situada en la isla de Lepsøya y con Gjerdet en la parte continental.
El aeropuerto más cercano es el de Ålesund-Vigra. Se encuentra en la isla de Vigra, en el municipio de Giske, a unos once kilómetros al suroeste de Austnes.